# Hydrocanthus atripennis
Hydrocanthus atripennis är en skalbaggsart som beskrevs av Thomas Say 1834. Hydrocanthus atripennis ingår i släktet Hydrocanthus och familjen grävdykare. Inga underarter finns listade i Catalogue of Life.